# Teknisk Landsforbund
 Der er for få eller ingen kildehenvisninger i denne artikel, hvilket er et problem. Du kan hjælpe ved at angive troværdige kilder til de påstande, som fremføres i artiklen.

Teknisk Landsforbund (TL) er en faglig organisation (tilknyttet FH) for bl.a. teknikere og designere. De fleste er ansat som funktionærer, nogle har lederfunktioner og andre er freelancere. Under TL hører også Teknikernes A-kasse. Medlemmerne kommer fra forskellige faggrupper inden for teknik, design, formgivning og konstruktion.
Forbundet har 9 afdelinger i landet.

## Medlemstal
TL havde 30.000 medlemmer i 2014.

## Vigtige årstal
- 1919 – TL blev grundlagt.[1]
- 1974 – Den første kvinde blev medlem af TL's hovedbestyrelse.
- 1994 – TL blev medlem af Landsorganisationen i Danmark (LO).[2]
- 2006 – TL fik sin første kvindelige formand.
- 2019 – Nytårsdag blev TL medlem af Fagbevægelsens Hovedorganisation (FH),[3] som blev dannet ved fusion af LO og FTF.

## Teknikernes Hus
Teknisk Landsforbund har hovedsæde i Kastrup Glasværks tidligere bygning på Nørre Voldgade 12. Bygningen kaldes nu Teknikernes Hus. Den er 1892 og blev tegnet af arkitekten Philip Smidth.

## Ekstern henvisning
- Teknisk Landsforbunds hjemmeside